# Герб Арубы
Герб Арубы был спроектирован в 1955 году в Амстердаме. С этого времени он стал одним из государственных символов Арубы. Герб состоит из семи основных элементов:
- Лев на вершине щита, символизирующий силу и щедрость;
- Белый крест, который разделяет щит на четыре части, символизирующий преданность вере;
- Снизу щита пара лавровых листьев — традиционный символ мира и дружбы;
- В верхней левой части щита — изображение алоэ, которое является главным экспортным продуктом и источником дохода страны. Цветок алоэ наклонен, как будто ветер дует с северо-востока, со стороны Голландии, что говорит о влиянии этой страны;
- В верхней правой части щита — изображение холма Ойберга, наиболее известной и второй по высоте возвышенности Арубы;
- В нижней левой части щита изображено рукопожатие, символизирующее хорошие отношения Арубы с миром;
- В нижнем правом квадрате — рулевое колесо, символизирующее промышленность[1].